# 四大名捕大结局
《四大名捕大結局》，是《四大名捕》电影系列的终结篇，由陈嘉上执导的电影，邓超、刘亦菲、郑中基、邹兆龙、黄秋生、江一燕、柳岩领衔主演，吳秀波、邓萃雯特别客串，苏有朋特别演出。

## 剧情
人民敬重的"四大名捕"名存實亡。自無情離開後，神侯府內，起了莫大的變化。四大名捕合力救出諸葛正我，跟安雲山終極對決。皇上、狄將軍亦拼命出擊。安雲山吸取眾人功力，幾近無敵，眾人正面對著一場前所未有的大挑戰......